# Germainville
Germainville is een gemeente in het Franse departement Eure-et-Loir (regio Centre-Val de Loire) en telt 294 inwoners (2004). De plaats maakt deel uit van het arrondissement Dreux.

## Geografie
De oppervlakte van Germainville bedraagt 8,6 km², de bevolkingsdichtheid is 34,2 inwoners per km².
De onderstaande kaart toont de ligging van Germainville met de belangrijkste infrastructuur en aangrenzende gemeenten.

## Demografie
Onderstaande figuur toont het verloop van het inwonertal (bron: INSEE-tellingen).